# Gerry Weber Open 2018
2018 Gerry Weber Open là giải quần vợt thi đấu trên mặt sân sân cỏ. Đây là mùa giải thứ 26 của giải đấu và là 1 phần của ATP World Tour 500 series thuộc 2018 ATP World Tour. Nó đã diễn ra tại Gerry Weber Stadion ở Halle, Đức, từ ngày 18 đến ngày 24 tháng 6 năm 2018.

## Điểm và tiền thưởng

### Phân phối điểm
| Nội dung | VĐ  | CK  | BK  | TK | 1/16 | 1/32 | Q  | Q2 | Q1 |
| Đơn      | 500 | 300 | 180 | 90 | 45   | 0    | 20 | 10 | 0  |
| Đôi      | 500 | 300 | 180 | 90 | 0    | N/A  | 45 | 25 | 0  |

### Tiền thưởng
| Nội dung | VĐ       | CK       | BK       | TK      | 1/16    | 1/32    | Q   | Q2     | Q1     |
| Đơn      | €427.590 | €209.630 | €103.605 | €53.645 | €27.860 | €14.690 | €0  | €3.250 | €1,660 |
| Đôi      | €128.740 | €63.030  | €31.620  | €16.230 | €8.390  | N/A     | N/A | N/A    | N/A    |

*per team

## Nội dung đơn ATP

### Hạt giống
| Quốc gia | Tay vợt               | Xếp hạng1 | Hạt giống |
| -------- | --------------------- | --------- | --------- |
| SUI      | Roger Federer         | 2         | 1         |
| GER      | Alexander Zverev      | 3         | 2         |
| AUT      | Dominic Thiem         | 7         | 3         |
| ESP      | Roberto Bautista Agut | 16        | 4         |
| FRA      | Lucas Pouille         | 17        | 5         |
| GER      | Philipp Kohlschreiber | 22        | 6         |
| JPN      | Kei Nishikori         | 26        | 7         |
| FRA      | Richard Gasquet       | 30        | 8         |

- 1 Rankings are as of ngày 11 tháng 6 năm 2018

### Các vận động viên khác
Đặc cách:
- Maximilian Marterer
- Florian Mayer
- Rudolf Molleker

Đặc biệt:
- Matthew Ebden

Vượt qua vòng loại:
- Matthias Bachinger
- Denis Kudla
- Lukáš Lacko
- Mikhail Youzhny

Thua cuộc may mắn:
- Matteo Berrettini
- Nikoloz Basilashvili

### Rút lui
Trước giải đấu
- Chung Hyeon → thay thế bởi  Jan-Lennard Struff
- John Isner → thay thế bởi  Márton Fucsovics
- Albert Ramos Viñolas → thay thế bởi  Matteo Berrettini
- Andrey Rublev → thay thế bởi  Malek Jaziri
- Peter Gojowczyk → thay thế bởi  Nikoloz Basilashvili

## Nội dung đôi ATP

### Hạt giống
| Quốc gia | Tay vợt              | Quốc gia | Tay vợt           | Xếp hạng1 | Hạt giống |
| -------- | -------------------- | -------- | ----------------- | --------- | --------- |
| POL      | Łukasz Kubot         | BRA      | Marcelo Melo      | 7         | 1         |
| CRO      | Nikola Mektić        | AUT      | Alexander Peya    | 38        | 2         |
| PAK      | Aisam-ul-Haq Qureshi | NED      | Jean-Julien Rojer | 43        | 3         |
| CRO      | Ivan Dodig           | Hoa Kỳ   | Rajeev Ram        | 46        | 4         |

- 1 Rankings are as of ngày 11 tháng 6 năm 2018

### Vận động viên khác
Đặc cách:
- Philipp Kohlschreiber /  Philipp Petzschner
- Jan-Lennard Struff /  Tim Pütz

Vượt qua vòng loại:
- Jonathan Erlich /  Nicholas Monroe

## Nhà vô địch

### Đơn
- Borna Ćorić đánh bại  Roger Federer, 7–6(8–6), 3–6, 6–2

### Đôi
- Łukasz Kubot /  Marcelo Melo đánh bại  Alexander Zverev /  Mischa Zverev, 7–6(7–1), 6–4